# Liptaň
Liptaň település Csehországban, a Bruntáli járásban. Liptaň Slezské Rudoltice, Jindřichov, Vysoká, Třemešná, Bohušov és Dívčí Hrad településekkel határos. Lakosainak száma 459 fő (2024. január 1.).

## Népesség
A település lakosságának változását az alábbi diagram mutatja:
| Lakosok száma | 2611 | 2447 | 1898 | 915  | 564  | 445  | 463  | 453  | 462  | 459  |
|               | 1869 | 1890 | 1921 | 1950 | 1980 | 2001 | 2017 | 2019 | 2022 | 2024 |